# Pione enigmatica
Pione enigmatica is een gewone sponsensoort uit de familie van de Clionaidae. De wetenschappelijke naam van de soort is voor het eerst geldig gepubliceerd in 2011 door Moraes.